# Patito feo en el Teatro (banda sonora)
Patito Feo en el Teatro -La historia más linda en el Teatro- es el segundo álbum de estudio de la telenovela musical Patito Feo, lanzado en formato CD y DVD homónimos el 6 de noviembre de 2007, por EMI Records.
Publicado como banda sonora de la gira Patito Feo: La historia más linda en el Teatro, pertenece al género pop y pop latino con estilos principalmente de teen pop y pop rock, y se comercializó de forma simultánea también en DVD, incluyendo el primer show completo de la gira grabado el 15 de septiembre de 2007 en el Teatro Gran Rex de Buenos Aires.
El CD y DVD cuenta con una edición estándar para América Latina y ediciones especiales para Europa. En Italia, el CD fue publicado como Il Mondo Di Patty: La storia più bella... continua, incluyendo un disco extra con videoclips. El DVD con el show de la gira fue publicado como Il Mondo Di Patty: Il musical più bello versione originale. En España, se publicó en formato CD+DVD como Patito Feo: La historia más bonita en el Teatro, incluyendo tanto la banda sonora como el propio show completo de la gira. En Portugal, el CD del Teatro fue publicado como reedición especial del álbum debut con nuevos bonus tracks: O Mundo De Patty: A história mais bonita (Edição Especial Deluxe).

## Antecedentes y lanzamiento
El 15 de septiembre de 2007 se estrenó la obra Patito Feo: La historia más linda en el Teatro en el Gran Rex. Tras un mes de éxito en el teatro argentino, fue lanzado en CD el 6 de noviembre, de forma simultánea con el DVD homónimo como promoción para la gira musical en América Latina. El álbum, al igual que su antecesor, se colocó entre los discos más vendidos de 2007 como número uno en Argentina, México y Colombia, entre otros, logrando ser disco de oro en su lanzamiento y platino a la semana.
Tras el éxito de la serie en Europa y el fenómeno que causó entre el público, se publicó el CD y DVD el 23 de octubre de 2009 en Italia y el 2 de marzo de 2010 en España (en Portugal las nuevas canciones del CD fueron lanzadas en una edición especial con el primer álbum, O Mundo De Patty: A história mais bonita (Edição Especial Deluxe)) volviendo a ser número uno en las listas de ventas y anunciándose nuevas giras musicales para el continente europeo.
Entre 2007 y 2011, se realizaron cuatro giras internacionales presentando la discografía de la serie. Laura Esquivel y Brenda Asnicar lograron presentarse ante más de dos millones de espectadores con: Patito Feo: La historia más linda en el Teatro, El Show más lindo, El Musical Más Bonito con Laura Esquivel y Antonella en Concierto con Brenda Asnicar.

## Contenido musical
El álbum inicia con «Tango Llorón» y es el tema utilizado para su presentación. Destaca por ser, junto con "Las Divinas", una de las canciones más exitosas de las bandas sonoras de la serie, ambas interpretadas por Brenda Asnicar. La canción sigue la estela de Antonella y refleja una vez más su característica personalidad (Línea de muestra: «Él me imaginaba una chica fácil. Yo me preguntaba: ¿Y este man, qué hace?» —«Y si alguna vez te miré, fue porque tuviste suerte»—).
La segunda canción del álbum es «Cantemos Más Fuerte» interpretada por Laura Esquivel y el elenco de la serie. Este tema se diseñó especialmente para ser estrenado en la obra de teatro de Patito Feo y mantiene los valores principales de la serie (Línea de muestra: «Es nuevo el camino, no mires atrás. Nuestros sueños se harán realidad» —«En la melodía de cada canción, nos jugamos por una ilusión»—).
La tercera canción del álbum es «Un Poco Más», junto con «Cantemos Más Fuerte» y «Tango Llorón» forman parte de la primera temporada de la serie, al igual que el trabajo anterior: Patito Feo: La historia más linda.

## Lista de canciones

### Edición estándar
| Patito Feo en el Teatro | |                                     |          |  |
| N.º                     | Título                                                                                              | Escritor(es)                        | Duración |  |
| 1.                      | «Tango Llorón» (Brenda Asnicar)                                                                     | R. Nilson, M. Schajris              | 2:22     |  |
| 2.                      | «Cantemos Más Fuerte» (Laura Esquivel, Brenda Asnicar y Elenco)                                     | R. Nilson, M. Schajris              | 2:10     |  |
| 3.                      | «Un Poco Más» (Nicolás Zuviría, Brian Vainberg, Santiago Talledo, Juan Manuel Guilera y Andrés Gil) | R. Nilson, M. Schajris              | 2:34     |  |
| 4.                      | «Sueño De Amor» (Laura Esquivel y Belinda)                                                          | R. Nilson, M. Schajris              | 2:03     |  |
| 5.                      | «Las Divinas (Reggaeton Remix)» (Brenda Asnicar)                                                    | R. Nilson, M. Schajris              | 3:11     |  |
| 6.                      | «Karaoke - Fiesta»                                                                                  | R. Nilson, M. Schajris              | 3:26     |  |
| 7.                      | «Karaoke - Tarde De Otoño»                                                                          | R. Nilson, M. Schajris, G, Gardelín | 3:50     |  |
| 8.                      | «Karaoke - Quiero, Quiero»                                                                          | R. Nilson, M. Schajris, G. Gardelín | 2:44     |  |
| 9.                      | «Karaoke - Amigos Del Corazón»                                                                      | R. Nilson, M. Schajris, G. Gardelín | 2:23     |  |
| 10.                     | «Karaoke - Sueño De Amor»                                                                           | R. Nilson, M. Schajris              | 2:09     |  |
| 11.                     | «Karaoke - Tango Llorón»                                                                            | R. Nilson, M. Schajris              | 2:23     |  |

### Edición especial Italia / Bonus Disc
| Il Mondo Di Patty: La storia più bella... continua |                                                                                       |          |  |
| N.º                                                | Título                                                                                | Duración |  |
| 1.                                                 | «Un Angolo Del Cuore / Un Rincón Del Corazón» (Laura Esquivel y Ambra Lo Faro "Mafy") | 2:54     |  |

| Il Mondo Di Patty: La storia più bella... continua (Bonus Disc) |                                       |          |  |
| N.º                                                             | Título                                | Duración |  |
| 1.                                                              | «Tango Llorón (Video Karaoke)»        | 2:23     |  |
| 2.                                                              | «Y Ahora Qué (Video Karaoke)»         | 4:23     |  |
| 3.                                                              | «Las Divinas (Video Karaoke)»         | 1:49     |  |
| 4.                                                              | «Tarde De Otoño (Video Karaoke)»      | 3:50     |  |
| 5.                                                              | «Un Angolo Del Cuore (Video Karaoke)» | 2:54     |  |

### Edición especial Portugal
| O Mundo De Patty: A história mais bonita (Edição Especial Deluxe) |                                                                                    |          |  |
| N.º                                                               | Título                                                                             | Duración |  |
| 1.                                                                | «Esperança Bem No Coração / Un Rincón Del Corazón» (Marta Mota)                    | 2:54     |  |
| 2.                                                                | «Festa / Fiesta» (Marta Mota)                                                      | 3:27     |  |
| 3.                                                                | «As Divinas / Las Divinas» (Ana Sofia Santos)                                      | 1:49     |  |
| 4.                                                                | «Tarde De Outono / Tarde De Otoño» (Vera Ferreira)                                 | 3:49     |  |
| 5.                                                                | «Agora Que / Y Ahora Qué» (Marta Mota)                                             | 4:23     |  |
| 6.                                                                | «Quero, Quero / Quiero, Quiero» (Ana Sofia Santos)                                 | 2:45     |  |
| 7.                                                                | «Ninguém Mais / Nadie Más» (Carlos Martins)                                        | 3:49     |  |
| 8.                                                                | «Amigos Do Coração / Amigos Del Corazón» (Marta Mota)                              | 2:23     |  |
| 9.                                                                | «Algo Teu Em Mim / Algo Tuyo En Mi» (Marta Mota & Carlos Martins)                  | 4:18     |  |
| 10.                                                               | «Sonho De Amor / Sueño De Amor» (Marta Mota)                                       | 2:10     |  |
| 11.                                                               | «Um Pouco De Silêncio / Un Poco De Silencio» (Carlos Martins)                      | 2:49     |  |
| 12.                                                               | «Karaoke - Esperança Bem No Coração / Un Rincón Del Corazón»                       | 2:54     |  |
| 13.                                                               | «Karaoke - As Divinas / Las Divinas»                                               | 1:49     |  |
| 14.                                                               | «Tango Chorão / Tango Llorón» (Ana Sofia Santos)                                   | 2:24     |  |
| 15.                                                               | «Cantemos Mais Alto / Cantemos Más Fuerte» (Cátia/Vera/Carlos/André/Ricardo/Jonas) | 2:12     |  |
| 16.                                                               | «Um Pouco Mais / Un Poco Más» (Carlos/André/Ricardo/Jonas)                         | 2:37     |  |

## DVD Oficial de la gira
Patito Feo en el Teatro -La historia más linda en el Teatro- fue publicado simultáneamente en CD y DVD como promoción para la gira homónima Patito Feo: La historia más linda en el Teatro. En América Latina y Europa, se comercializaron diferentes ediciones del DVD incluyendo el primer show de la gira grabado el 15 de septiembre de 2007 en el Teatro Gran Rex de Buenos Aires. El show fue posteriormente estrenado en Disney Channel Latinoamérica el 25 de julio de 2008, en Disney Channel España el 5 de febrero de 2010, y en Disney Channel Italia el 25 de mayo de 2010, entre otros países.

### Edición estándar
| DVD Patito Feo: La historia más linda en el Teatro |                                                                  |          |  |
| N.º                                                | Título                                                           | Duración |  |
| 1.                                                 | «Patito Feo: La historia más linda en el Teatro (Show completo)» | 92:00    |  |
| 2.                                                 | «Tango Llorón (Videoclip Oficial)»                               | 2:23     |  |
| 3.                                                 | «Backstage y detrás de escena»                                   | 21:22    |  |

### Edición especial Italia
| DVD Il Mondo Di Patty: Il musical più bello versione originale | |          |  |
| N.º                                                            | Título                                                                                                  | Duración |  |
| 1.                                                             | «Patito Feo: La historia más linda en el Teatro (Show completo traducido y con subtítulos en italiano)» | 92:00    |  |

### Edición especial España
| DVD Patito Feo: La historia más bonita en el Teatro |                                                                  |          |  |
| N.º                                                 | Título                                                           | Duración |  |
| 1.                                                  | «Patito Feo: La historia más linda en el Teatro (Show completo)» | 92:00    |  |
| 2.                                                  | «Tango Llorón (Videoclip Oficial)»                               | 2:23     |  |

## Posicionamiento en listas
| País                | Mejor posición |
| ------------------- | -------------- |
| Argentina (CAPIF)   | 1              |
| México (AMPROFON)   | 1              |
| Colombia (ASINCOL)  | 1              |
| Italia (FIMI)       | 1              |
| España (Promusicae) | 1              |
| Portugal (AFP)      | 1              |

## Historial de lanzamientos
| País      | Título                                                            | Fecha                  | Formato  | Discografía  |
| --------- | ----------------------------------------------------------------- | ---------------------- | -------- | ------------ |
| Argentina | Patito Feo: La historia más linda en el Teatro                    | 6 de noviembre de 2007 | CD y DVD | EMI Records  |
| México    | Patito Feo: La historia más linda en el Teatro                    | 22 de febrero de 2008  | CD y DVD | EMI Records  |
| Colombia  | Patito Feo: La historia más linda en el Teatro                    | 22 de febrero de 2008  | CD y DVD | EMI Records  |
| Italia    | Il Mondo Di Patty: La storia più bella... continua                | 23 de octubre de 2009  | CD + DVD | EDEL Records |
| Italia    | Il Mondo Di Patty: Il musical più bello versione originale        | 26 de marzo de 2010    | DVD      | EDEL Records |
| España    | Patito Feo: La historia más bonita en el Teatro                   | 2 de marzo de 2010     | CD + DVD | EMI Records  |
| Portugal  | O Mundo De Patty: A história mais bonita (Edição Especial Deluxe) | 2 de marzo de 2010     | CD       | EMI Records  |